# 赤林英夫
赤林 英夫（あかばやし ひでお、1963年5月18日 - ）は、日本の経済学者。慶應義塾大学経済学部教授。シカゴ大学大学院博士課程修了。専門は応用ミクロ経済学、家族の経済学、教育経済学、労働経済学。学校教育情報サイト「ガッコム」を運営する株式会社ガッコムを創業した起業家（現在代表取締役会長）でもある。

## 略歴
- 1986年 東京大学教養学部卒業（基礎科学科第二）[2]
- 1988年 東京大学大学院総合文化研究科修了（広域科学専攻）[2]
- 1988年-1990年 通商産業省（現 経済産業省）[2]
- 1990年-1996年 シカゴ大学経済学大学院博士課程[2]
- 1995年 シカゴ大学非常勤講師[2]
- 1995年-1996年 マイアミ大学ビジネススクール経済学部客員専任講師[2]
- 1996年-1997年 世界銀行コンサルタントエコノミスト[2]
- 1997年-2006年 慶應義塾大学経済学部助教授[2]
- 2003年-2004年 一橋大学経済研究所講師[2]
- 2003年-2005年 東京大学大学院総合文化研究科講師[2]
- 2005年-2007年 全米経済研究所客員研究員[2]
- 2006年- 慶應義塾大学経済学部教授[2]
- 2010年-2017年 株式会社ガッコム創業　代表取締役社長
- 2017年- 株式会社ガッコム　代表取締役会長
- 2017年- 経済・財政一体改革推進委員会 評価・分析ワーキング・グループ委員

## 主義・主張
赤林は幼児教育の無償化を意味がないと主張しているが、それに関しては2017年6月の記事で以下の論を繰り広げている。
幼児教育に公的資金を投下する政策には、所得上昇や経済成長への寄与が高いというノーベル賞受賞者のジェームズ・ヘックマンの研究がエビデンスとして使われる。しかし、これは米国と日本の社会的背景の違いを無視している。ヘックマンの主張の根拠は主に50年前の米国で、教育機会にめぐまれない就学前の子どもに質の高い教育を施したときの効果である。米国は先進国の中で就学前教育（米国は4歳まで）の普及が最も遅れている国である。2014年の経済協力開発機構（OECD）統計によると、4歳で何らかの幼児教育施設に通っている比率は68％。日本では95％である。3歳児に至っては日本の69％に対し、米国は39％。日本の4歳から5歳歳は就園率を上昇させる余地がほとんどない。従って4歳から5歳歳の幼児教育を無償化することは、保護者が進んで行ってきた私的支出を税金で肩代わりすることにすぎない。肩代わりによる社会への直接のリターンはゼロに近く、これでは幼児教育の資金を調達するための国債発行なども許されない。保育所や幼稚園の保育料は低所得者世帯では減免措置があるので、貧困世帯には恩恵はない。一方、保育料を払っていた中高所得世帯にはゆとりができ、習い事や塾に通わせるための支出を増やすことができる。その結果、低所得家庭と中高所得家庭の教育支出の格差は広がる可能性が高い。そう考えると、日本では一律の無償化は必要ないだけでなく、教育格差のさらなる拡大をもたらす可能性すらある。そして危惧するのは4歳から5歳への無償化により、保育所の定員拡大のための補助金の充実や、保育の質を向上させるための支出の余地がなくなってしまうことである。必要があるとすれば、4歳から5歳で幼稚園や保育所に通っていない5％の子どもへの支援と、３3歳以下の子どもの教育と保育の充実である。ここに焦点を当てた政策でなければ意味がない。